# D-U-N-S číslo
D-U-N-S číslo je jedinečné devítimístné číslo přiřazené konkrétní firmě. Jde o proprietární systém společností Dun & Bradstreet, zavedený v roce 1963. Je to obdoba českého IČO, ovšem s celosvětovou působností. Je to de-facto standard. DUNS číslo používá např. Evropská komise, OSN, Google či Apple. Od 10/2003 do 04/2022 používala DUNS číslo i vláda USA.